# Málenkij robot

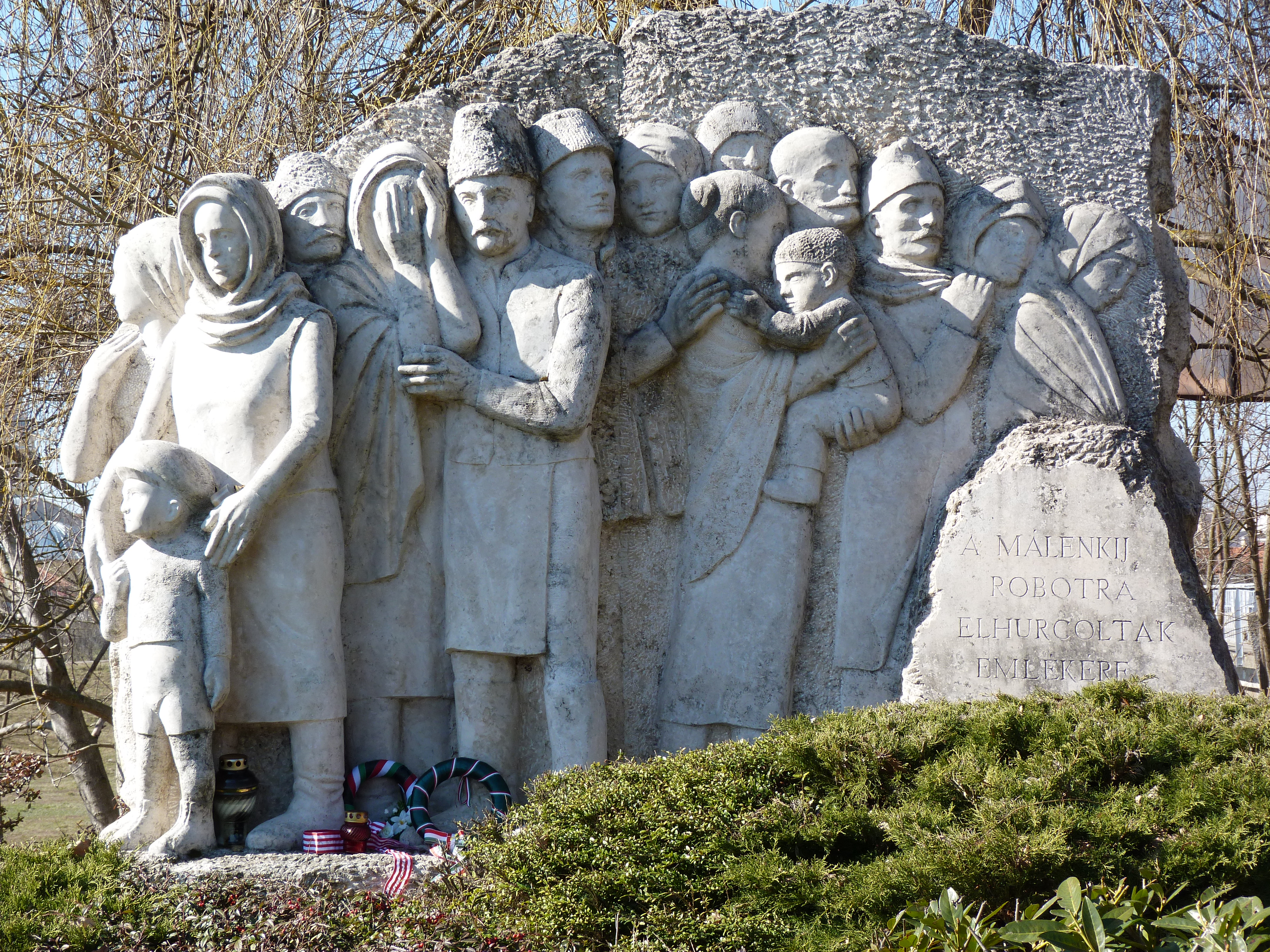
A málenkij robotra elhurcoltak emlékműve Vásárosnaményban

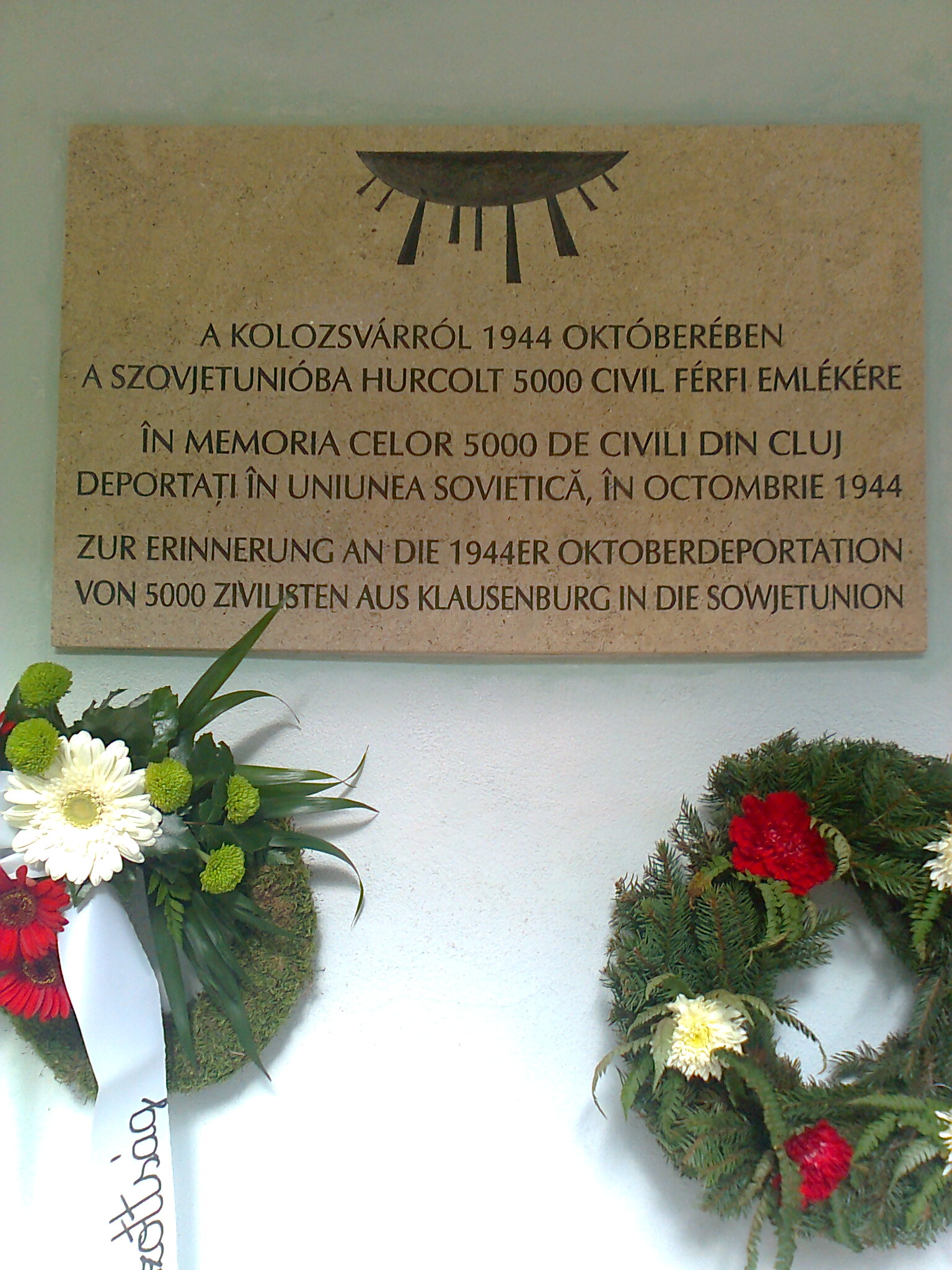
Kolozsvári emléktábla az elhurcoltak emlékére a Házsongárdi temető evangélikus-lutheránus részében

A málenkij robot a magyar történelmi emlékezet részeként megőrződött kifejezés. A második világháború után a szovjetek által megszállt országokból a Szovjetunió területére kényszermunkára elhurcoltakkal történt eseménysor magyar nyelvű elnevezése, arról a sokak által átélt élményről, amikor a háború borzalmait átvészelt civileket, romeltakarításra való hivatkozással elhurcoltak a hadifoglyok és külföldi internáltak részére a Szovjetunióban létrehozott táborrendszer (GUPVI) valamelyik munkatáborába. A fegyveres szovjet katonák a fogolylétszámot kipótolandó, összefogdostak civileket is, bárkit akit az utcákon, gyárakban vagy a kórházakban találtak. 2012-ben a magyar országgyűlés 330 igen szavazattal, 9 nem ellenében és 1 tartózkodás mellett november 25-ét a Szovjetunióba hurcolt magyar politikai rabok és kényszermunkások emléknapjává minősítette.
A Munkás-paraszt Vörös Hadsereg, a Belügyi Népbiztosság (NKVD), az Állambiztonsági Népbiztosság (NKGB) és a szovjet katonai hírszerzés (SZMERS) katonái cinikus módon ennek az orosz kifejezésnek (маленькая работа) az ismételgetésével vagy csak néhány perces igazoltatás ígéretével, illetve hazugságával hurcolták el a magyar polgári lakosság tömegeit először a hadifogoly-gyűjtőtáborok valamelyikébe, majd onnan a civil internáltakat és a hadifoglyokat a szovjet munkatáborokba a világháború után.
A Kárpát-medencei szovjet fogolygyűjtő akció a megtorlás, az etnikai és politikai tisztogatás, valamint a kényszermunkásszerző akciók sorába illeszkedett. A szovjet hadsereg által elfoglalt magyar területeken romeltakarításra való hivatkozással fegyveres szovjet katonák a nyílt utcáról gyűjtöttek, és vittek el magyarországi civileket. A Vörös Hadsereg 1944. december 22-én kiadott 0060. számú parancsára gyűjtötték össze és hurcolták el a(z elsősorban német nevű) férfiakat 17-től 45 éves korig és a nőket 18-tól 30 éves korig.
A főleg a „szájhagyomány” útján és a titokban, családi körben továbbélő személyes történetek szerint, ezeknél a kényszerítő eseményeknél a szovjet katonák a civilek megnyugtatásaként ismételgették a  „маленькая работа”  (átírva malenykaja rabota, magyarul: kis munka) orosz kifejezést, amivel azt próbálták elérni, hogy a civilek megnyugodjanak, hogy munkájukra csupán rövid ideig lesz szükség. A magyar nyelvben „málenkij robot” néven rögzült, a Szovjetunióban végzett kényszermunka elnevezése.
A 2002-ig föllelt dokumentumok és a túlélők tájékoztatása alapján 1862 helységből 101 686 férfit, 29 212 nőt, összesen 130 898 személyt hurcoltak el málenkij robotra. 2005 végéig az orosz Háborús Emlékbizottság szakemberei 66 277 fő, a táborokban meghalt fogoly nevét találták meg a dokumentumokban. A foglyok többségének halálát nem lehet dokumentálni, mert a gyűjtőtáborokban vagy a kiszállítás közben haltak meg.
A málenkij robot kemény fizikai munkát jelentett (romeltakarítás, építkezés, bányászat), melyre módszeresen válogattak össze férfiakat és nőket egyaránt, akik aztán akár öt évig is kényszermunkát végeztek valamelyik szovjet iparvidéken. Az elhurcoltakról az itthon maradottak csak elvétve jutottak információhoz, legalább egyharmaduk odaveszett. A hazatérők a kommunista magyar kormányoktól semmiféle segítséget sem kaptak, és évtizedekig hallgatásra voltak kényszerítve. A téma az államszocializmus idején tabu volt, csak a kilencvenes évektől kapott nyilvánosságot, a részletek feltárása mind a mai napig tart.
A málenkij robot a zsidónak minősített magyarok kiirtása és a délvidéki népirtás mellett a fegyvertelen civilek ellen elkövetett legnagyobb magyarországi atrocitások egyike a második világháború idején.

## A kifejezés eredete

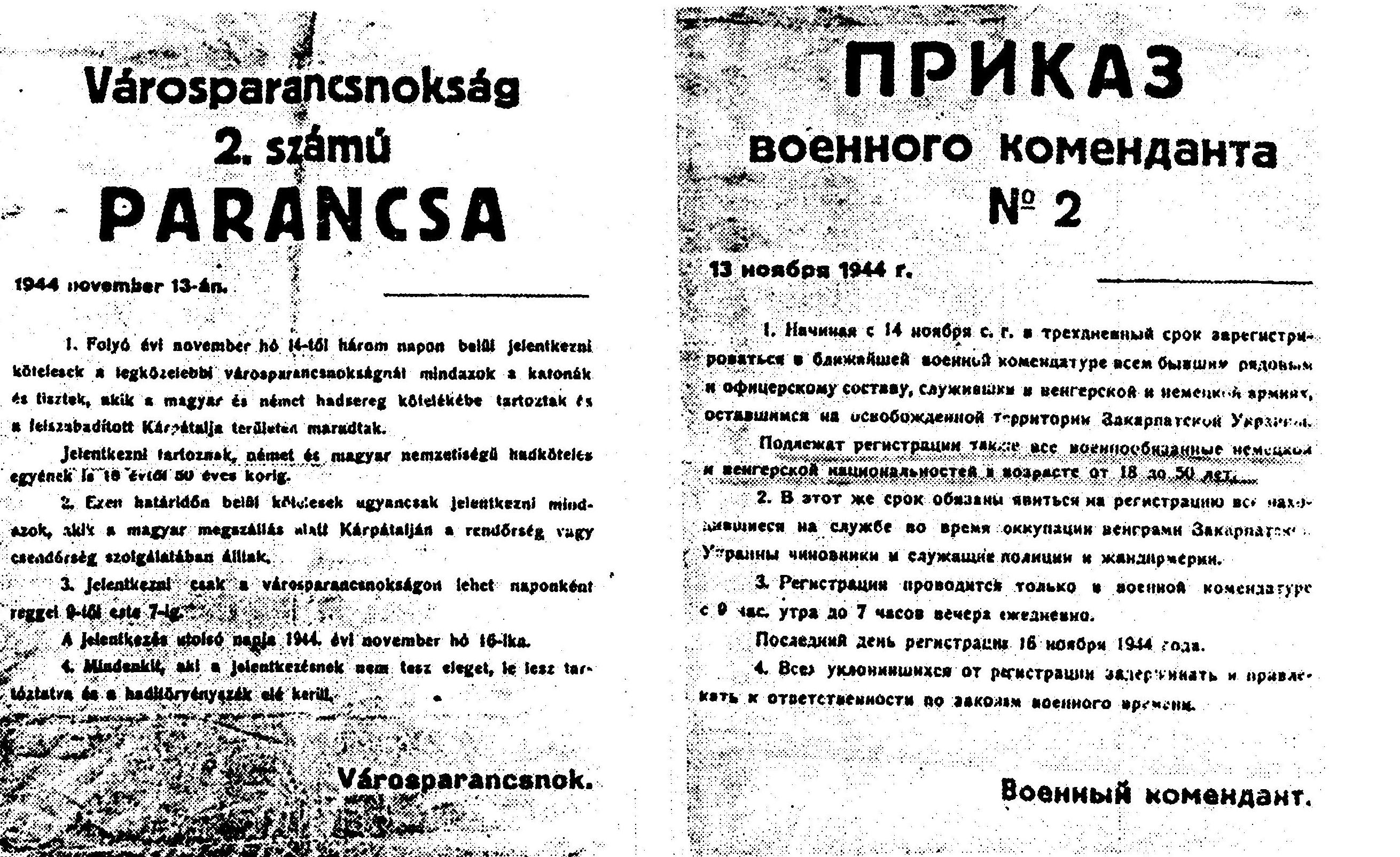
Kényszermunkára felszólító parancs

Az orosz nyelvű маленькая работа kifejezés  (magyarul „kicsi munka”) rögzülhetett hungarikumként a magyar fülekben 'málenkij robot'-ként.
A kényszermunka (lásd fr. corvée) jelentéssel is bíró cseh 'robot' szót vehette át a magyar nyelv, ezzel az eredeti cseh jelentéssel. Ez a szláv eredetű magyar 'robot' szó etimológiailag így összefügg a munka jelentésű orosz 'rabota' (работа) szóval.
Az oroszul „robotként” hangzó szó pedig a 'робот', azaz robot (például C-3PO android a Csillagok háborújából) – ez a Karel Čapeknek (illetve testvérének) tulajdonított, általa ugyanazon eredeti cseh szó alapján képzett, nemzetközileg a „gépember” jelentéssel elterjedt szó (az orosz nyelvben ugyanúgy 20. századi jövevényszó, mint a magyarban).
A 'malenykij' orosz szó jelentése kicsi, a hímnemben 'malenykij' (маленький) jelzőnek a nőnemű 'работа' szóhoz illeszkedő alakja: 'malenykaja' (маленькая). Egy orosz közmondás Маленькая работа лучше большого разговора jelentése annyi, mint „Kicsi munka jobb, mint a nagy beszélgetés”.
A jelenleg használt 'málenkij robot' forma a 'malenykaja rabota' olyan módosulása, amely az oroszul hímnemű (szóként hangzó) 'robot'-hoz az orosz nyelv szabályai szerint igazítja vissza hímnemre a melléknevet. A két szó együtt tehát se magyarul, se oroszul nem jelent semmit a 'málenkij robot' kifejezés értelmén kívül.

## A deportálás megszervezése
…..0060 számú parancsa értelmében elrendelem az összes német származású munkaképes személyek mozgósítását. 1. Minden német származású munkaképes személy mozgósítandó és jelentkezni tartozik, férfiak 17-től, nők 18-tól 30 éves korig. …5. Mindazok, akik kivonják magukat a mozgósítás alól, a háborús törvények szerint felelősségre vonatnak – Hadbíróság fog felettük ítélni. Ugyancsak szigorú megtorlásban részesülnek családtagjaik és bűntársaik.

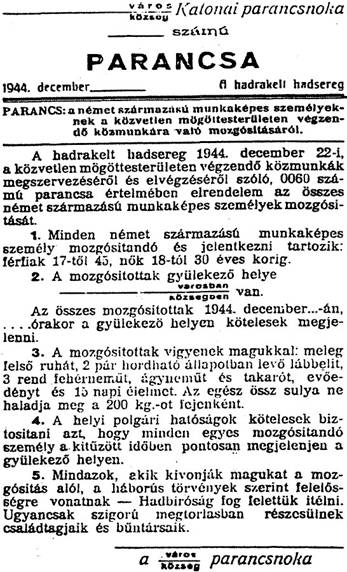
A 0060. számú parancsot kihirdető falragasz

A szovjetek általi deportálások előzményeiként kell említeni a Politbüro alá tartozó, háborús kártérítéssel foglalkozó szovjet munkacsoport javaslatait. Az egykori népbiztos, Varga Jenő már 1922-ben felvetette a legyőzött ellenség szovjet típusú kényszermunka-táborokban való felhasználását.
A deportálást a szovjet által megszállt területeken a 2. és a 3. Ukrán Front 1944. december 22-i 0060. számú parancsa rendelte el. A parancs értelmében 17-45 év közötti német származású férfiakat és 18-30 év közötti német származású nőket kellett begyűjteni területenként megadott létszámban. A szovjetek a német származást legtöbbször a név alapján állapították meg, így nem volt ritka német nevű zsidók elhurcolása sem. Ahol nem volt elég német származású és német nevű ember, ott magyarokkal egészítették ki a létszámot. A szovjet őrök egyszerűen a járókelők közül berántották a hadifoglyok sorába a civileket, főként fiatal és ártatlan férfiakat. A begyűjtötteket semmiről sem tájékoztatták azon kívül, hogy egy kis munkát kell végezni front mögötti területeken. Az embereket legtöbbször fenyegetéssel vagy becsapással (összeírás, gazdagyűlés, betakarítás, mozielőadás vagy egyszerűen „egy kis segítség” ürügyén) gyűjtötték össze, melyben sokszor segítettek magyar kollaboránsok is.
A módszer a legtöbb helyen hasonló volt. A hadköteles korban levő férfiaknak igazoló papír, „dokument” megszerzéséért jelentkezniük kellett a helyi szovjet parancsnokságon. Őket távolabbi helyekre irányították, majd gyűjtőtáborokba meneteltették. A civil lakosság elhurcolása – különböző intenzitással – az egész ország területén folyt. Megállapítható volt azonban, hogy ahol a szovjet csapatok gyorsan végigvonultak, ott az elhurcolás csak szórványos volt. Időben egészen a harcok befejeztéig elhúzódott, sőt 1945 májusának végéig is eltartott.

## Magyarországi németek deportálása
A magyarországi németek egy részének elhurcolása 1944–45 fordulóján, néhány hét alatt megtörtént, melynek során mintegy 32 000 magyarországi németet hurcoltak el.
1. A Románia, Jugoszlávia, Magyarország, Bulgária és Csehszlovákia területén tartózkodó valamennyi 17 és 45 év közötti munkaképes német férfit, valamint 18 és 30 év közötti munkaképes német nőt internálni kell, és a későbbiekben szovjetunióbeli munkára kell szállítani. A német és magyar állampolgárságú németek, valamint a romániai, jugoszláviai, bulgáriai és csehszlovákiai német állampolgárok szintén internálandók.
2. Az internálás irányítására a Szovjetunió NKVD-je (Berija elvtárs) kapott megbízást. A gyűjtőhelyek kijelölése, az internáltak fogadása, a vasúti szállítmányok megszervezése és lebonyolítása az NKVD feladata. Az internáltakat vonattal szállítják a Szovjetunióba. A transzportok sűrűsége a gyűjtőhelyeken tartózkodó németek számától függ.
A szovjet belügyi csapatoknak területekre lebontott fogolykontingenst kellett kiállítaniuk, és a Szovjetunióba szállítaniuk. Ha a kontingenst a német nemzetiségűekkel nem lehetett feltölteni, a német nevű, majd a magyar nevű magyarokat válogatták be.
A deportálások három ütemben történtek:

### Dél-Dunántúl
Dél-Dunántúlon már a parancs kiadásának napján, 1944. december 22-én elkezdődött az érintettek összegyűjtése. A Baranya megyei Babarcról aznap 84 főt vittek el. December 23-án Magyartelek következett, december 25-én Csikóstőttős, majd a többi környező településről gyűjtötték az embereket, a karácsonyi ünnepek alatt is. Pécsen és Siklóson december 26-án hirdették ki a parancsot, Palotabozsokon szintén ezen a napon történt a begyűjtés. Baranya megyében összesen 69 községből hurcoltak el civileket, ebből 49 a siklósi és a szentlőrinci járásra esett, ahol német származásúak és német nevűek is csak kis számban élnek.
A Somogy megyei Németladról december 26-án Szigetvárra szállították az embereket. Kiskeresztúrról, Bőszénfáról, Bonnyáról, Somogyszilről és Gadácsról szovjet fegyveresek vitték el a deportálandókat a pécsi gyűjtőtáborba december végéig.
Tolna megyében Szekszárdon alakítottak ki gyűjtőtábort, ahol a „mozgósítottak" általában 10-14 napot töltöttek itt létszámellenőrzés, felülvizsgálat, élősködő-mentesítések és újabb csoportok bevárása miatt, majd továbbvitték őket Bajára vagy Kiskunhalasra. Délkelet-Dunántúlról az elhurcoltakat ezekre a helyekre hozták, majd innen vagonírozták be őket a Szovjetunióba haladó szerelvényekbe.

### Alföld, Heves és Nógrád megye
A deportálás Jász-Nagykun-Szolnok, Hajdú-Bihar, Heves, Nógrád, Pest és Bács-Kiskun megyére, valamint Szatmár megye Romániához csatolt részére kiterjedő második hulláma 1944. december 28-tól 1945. január 15-éig tartott.
Szatmár megye Romániához csatolt részében a svábokat 1945. január elején az úgynevezett karszalagos fegyveres policok és a román „gárdisták" gyűjtötték össze és szállították a Nagykárolyban, Szatmárnémetiben, Érmindszenten és Szaniszlón kialakított koncentrációs táborokba.
Hajdúböszörményből december 30-án, Nádudvarról január 2-án vitték el a begyűjtött embereket a balmazújvárosi Semsey-kastélyból kialakított gyűjtőtáborba, ahonnan január 13-án vasúton szállították el őket. Addig megérkeztek a környező Berettyóújfalu, Mikepércs és Derecske áldozatai is, sőt Balmazújvárosban is összeszedtek több mint 500 főt annak ellenére, hogy az 1941-ben tartott népszámlálás idején senki sem vallotta magát német nemzetiségűnek vagy német anyanyelvűnek.
Jász-Nagykun-Szolnok megyében Fegyverneken volt gyűjtőtábor, ahova január első napjaiban a helyieken kívül többek között Kenderesről és Tiszabőről érkeztek a deportálandók, akiket január 6-án szállítottak el Ukrajnába.
Pest és Jász-Nagykun-Szolnok megye északi részéből, illetve Heves és Nógrád megyéből a „mozgósítottakat” a Kálban létrehozott táborban gyűjtötték össze. Idehozták a németnek minősített lakosokat Jászárokszállásról, Berkenyéről, Ikladról, Kismarosról, Nagymarosról és Zebegényből. December utolsó napjaiban Pest megye déli részének 25 településéről mintegy 3600 személyt szállítottak a Ceglédbercelen kialakított gyűjtőtáborba, például Szigetszentmártonból és Taksonyból. A helyben összegyűjtött 730 fő is ide került.}
Kiskunhalason, Baján, és a Jugoszláviához csatolt Szabadkán is kialakítottak gyűjtőtáborokat, ahova az észak-bácskai Garáról, Bácsalmásról, Bácsbokodról és Katymárról, a Békés megyei Füzesgyarmatról, Dobozról, Gyomáról, Békésről és Békéscsabáról, valamint Mezőtúrról és Kisújszállásról is szállítottak embereket.

### Pest, Borsod és Szabolcs megye

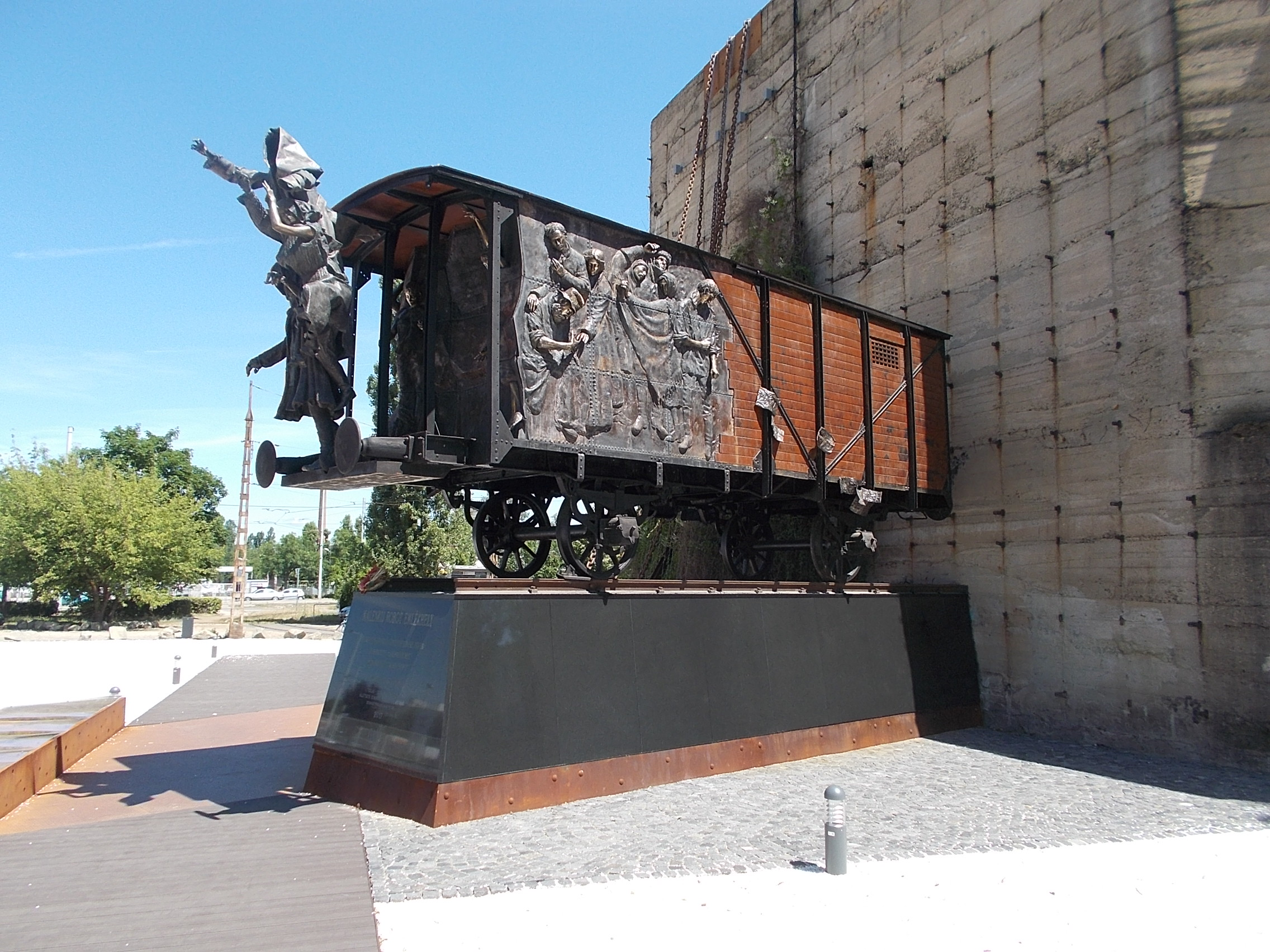
A Magyar Nemzeti Múzeum állandó kiállítóhelye: „A pokol bugyrai… „Málenkij robot” – Kényszermunka a Szovjetunióban”. Emlékmű a ferencvárosi vasútállomáson, Budapesten

1945. január 14-étől 31-éig történt az elhurcolások harmadik szakasza, mely Budapest környékét, valamint a mai Borsod-Abaúj-Zemplén megye területét és Szabolcs megye egy részét érintette. Pest megyében a legtöbb embert az akkor még Budapesttől független Csepelről, Pesthidegkútról, Pestszenterzsébetről, Pestszentlőrincről, Rákoscsabáról, Sashalomról és Újpestről, valamint Érdről és Gyömrőről vitték el. Egy részüket Kiskunhalasra szállították, és onnan deportálták.
Miskolcon a rendőrségi palotában hozták létre a gyűjtőtábort, ahova a helyieken kívül Szirmáról, Diósgyőrből, Edelényből, Perkupáról, Szőlősardóról, Tornakápolnáról, Sajószentpéterről, Kelemérről, Serenyifalváról (ma Serényfalva) és Ózdról szállították a deportálandókat, valamint a Csehszlovákiához csatolt Vámosbalogról is.
Szerencsen gyűjtötték össze az Ónodról, Sajószögedről, Tiszalúcról, Tiszatardosról, Tiszaladányról, Csobajról és Bájról elhurcoltakat.
Az akkor még Szabolcs megyei Kenézlőről január 27-én 160 főt, 16-17 éves fiúkat és lányokat, 55 éves asszonyokat, 6-7 gyermekes családapákat hurcoltak el, miután egy hirdetménynek megfelelően összegyűltek. Szendehelyről 120 lakost vittek el, az összes munkaképes férfit és nőt, így a faluban szinte csak az öregek és gyermekek maradtak.
Budapestről az ostrom után mintegy százezer civilt vittek el, de őket nem a 0060. parancs alapján a frontvonal mögötti területeken végzendő közmunka ürügyén. Malinovszkij marsall jelentéseiben 138 ezer fő hadifoglyot adott meg, viszont valójában a fővárosban körülzárt német és magyar katonaság teljes létszáma 79 000 fő volt, akiknek körülbelül a fele eshetett fogságba. A hiányzó létszámot a szovjetek a polgári lakosság köréből pótolták, összefogdosva mindenkit, akit az utcákon, gyárakban vagy kórházakban találtak.
Korabeli magyar felmérések szerint 1945 nyaráig így összességében mintegy 90 000 civilt hurcoltak el vidékről a Szovjetunióba. Az elhurcolást követő hetekben Gyöngyösi János, az Ideiglenes Nemzeti Kormány külügyminiszteréhez intézett panaszok, kérelmek tömege azt eredményezte, hogy a Fegyverszüneti Ellenőrző Bizottság 1945. március 18-án rendeletet adott ki a „Vörös Hadsereg által elszállított” személyek összeírására. Ennek az összeírásnak azonban semmi köze nem volt a foglyok „elengedéséhez”, mivel nyíltan kifejezték, hogy a „közbenjárás” – ti. a visszaszállítás érdekében – csak akkor lehetséges, ha a hozzátartozók ismerik a keresett fogoly pontos címét a Szovjetunióban, aminek nem lehetett eleget tenni.[forrás?]

## A fogság körülményei
A trianoni Magyarország területén több mint 50 gyűjtőtábor működött a 71 és 107 ezer közé tehető fogoly számára, jórészt a nagyobb városokban vagy a vasúti csomópontok közelében; többek között Szegeden létezett egy nagyobb méretű gyűjtőtábor. Itt a foglyok „ízelítőt” kaphattak a későbbi fogság elemeiből, bár gyűjtőtáborokban munka helyett még csak fegyelmező és tisztelgési gyakorlatokat tartottak. Az érkezés után következett a „zabrálás”, a foglyok szervezett kirablása. A tábor zsúfolt volt, a fűtés, higiénia szinte teljes hiánya, minimális élelmezés jellemezte. Mindez járványok terjedéséhez, óriási halandósághoz vezetett. A veszteségek azonban a kiszállítás során csak tovább nőttek.
Ezzel párhuzamosan kiépült a táborok belső rendje, hierarchiája, ami mindenütt azonos volt. A foglyok közül kijelöltek egy belső parancsnokot, szláv foglyokból állították fel a tábori, belső rendőrséget. A gyűjtőtáborban eltöltött néhány hónap után deportálták tovább a foglyokat a Szovjetunióba.
Szegeden a rossz higiéniai körülmények miatt a legyengült szervezetű férfiak körében tífuszjárvány tört ki, ahol sokan meghaltak. Az itt elhunytakat a szegedi temetőben tömegsírban temették el. Azóta néhánynak önálló sírkövet állítottak a rokonok, a legtöbb azonban névtelenül, a tömegsírban nyugszik.
Akik eljutottak a Szovjetunióba, azok közül sokan ott haltak meg, csekély részük haza tudott szökni. Az elhurcoltak nagy része a romániai Foksányon (románul Focșani) keresztül tért haza Magyarországra, a debreceni pályaudvarra. Onnan a debreceni Fertőtlenítő Intézetbe vitték őket, ahol fertőtlenítésen és orvosi vizsgálaton estek át. Azután kerülhettek a Debreceni Hadifogoly Átvevő Bizottság elé, ahol nyilvántartásba vették és kihallgatták őket, hadifogoly igazolványt kaptak. A hazautazáshoz utazási igazolvánnyal láttak el minden hazatért elhurcoltat. Ezek az emberek a rendszerváltásig nem nagyon beszélhettek az átéltekről.

## Kárpátalján

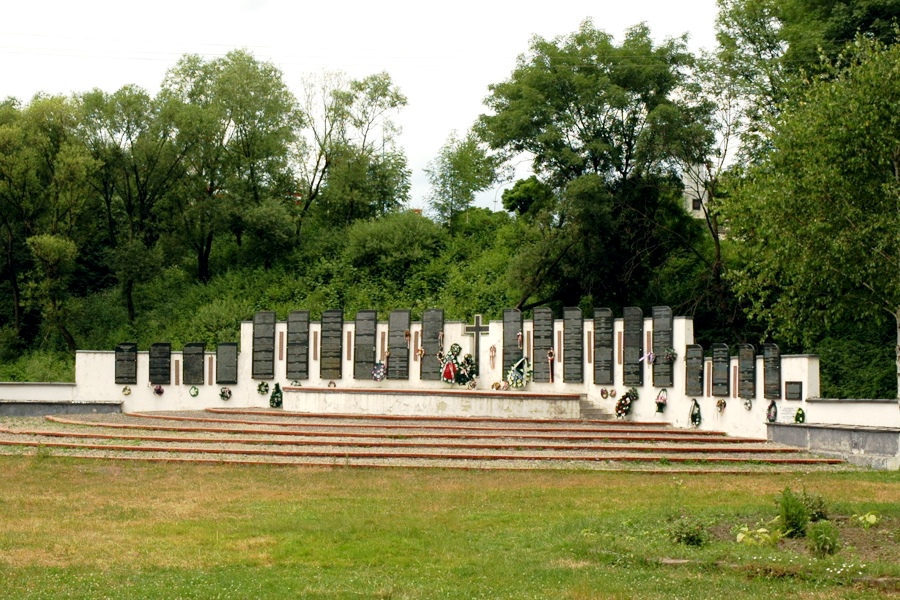
A málenkij robot áldozatainak emlékműve Szolyván

A kárpátaljai és azzal szomszédos bodrogközi, Ung vidéki, tiszaháti begyűjtések – a munkaerőszerzés mellett – etnikai tisztogatásnak tekinthetők.
1944 novemberében Sztálin parancsára a szovjet csapatok az akkor még Magyarországhoz tartozó, Kárpátaljaként ismert területről, továbbá a trianoni országterület részét képező vásárosnaményi és fehérgyarmati járás területéről úgynevezett háromnapi jóvátételi munkára („málenkij robotra”) behívtak több mint tízezer civil magyar és német férfilakost. A parancsra jelentkező férfiakat háromnapi jóvátételi munka helyett a szolyvai gyűjtőtáborba kísérték gyalog, majd onnan a Gulag koncentrációs táboraiba kerültek. Sokan közülük hazatértek, de többségük nem érte meg az öregkort. A szovjet rendszerben ezeket a férfiakat háborús bűnösként tartották számon, helyzetükről nem beszélhettek. Az 1990-es évek elején a KMKSZ falvanként összegyűjtötte a lágereket megjártak névsorát.
Az áldozatok emlékére építették fel az egykori szolyvai gyűjtőtábor tömegsírjának közelében a Szolyvai Emlékparkot.

## A málenkij robot a művészetekben
- Örök tél – 2017-ben készült magyar történelmi filmdráma